# Estructura

Estructura parcial del ADN.

La estructura (del latín structūra) es la disposición y orden de las partes dentro de un todo. También puede entenderse como un sistema de conceptos coherentes enlazados, cuyo objetivo es precisar la esencia del objeto de estudio.
Todas las cosas tienen una estructura como necesaria para una determinada función y es el conjunto de elementos que caracterizan un determinado ámbito de la realidad o sistema. Los elementos estructurales son permanentes y básicos, no son sujetos a consideraciones circunstanciales ni coyunturales, sino que son la esencia y la razón de ser del mismo sistema. 
Los elementos que configuran una estructura son definidos por unos rasgos básicos o característicos, y se diferencian o se individualizan los unos respecto a los otros por lo que llamamos rasgos distintivos. Habrá rasgos distintivos que nos permitirán aislar colectivos, grupos entre los colectivos e individuos entre los grupos. Este concepto es aplicable a todas las ciencias, y entre ellas a las sociales, donde permiten hacer análisis de los grupos que las integran y de la dinámica que pueden generar.

## Estructuras portantes

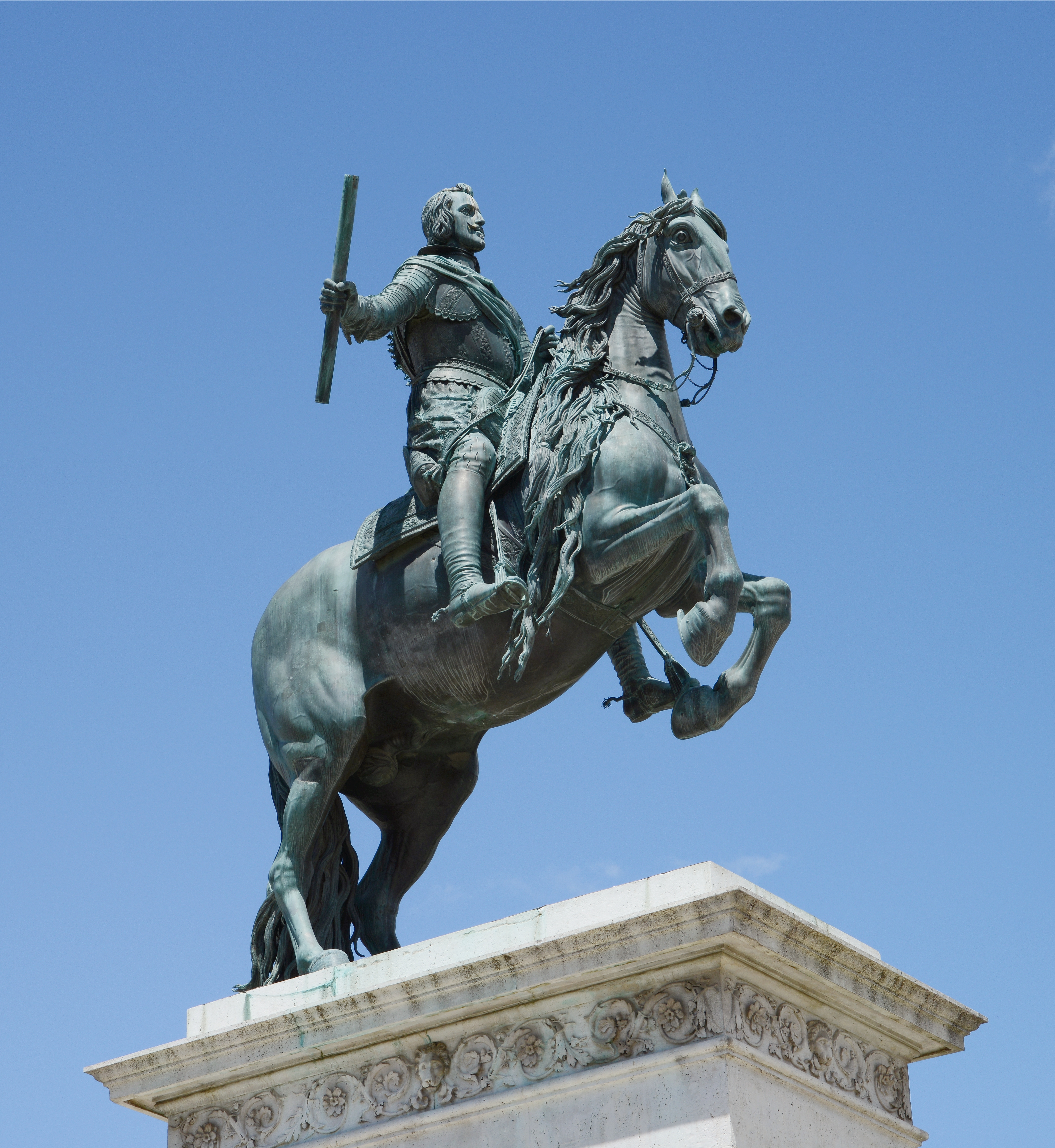
Estatua de Felipe IV de España de la Plaza de Oriente de Madrid. La obra fue realizada por el escultor Pedro Tacca con la colaboración de Diego Velázquez y Juan Martínez Montañés, contando también con el asesoramiento científico de Galileo Galilei para asegurar su equilibrio y estabilidad.

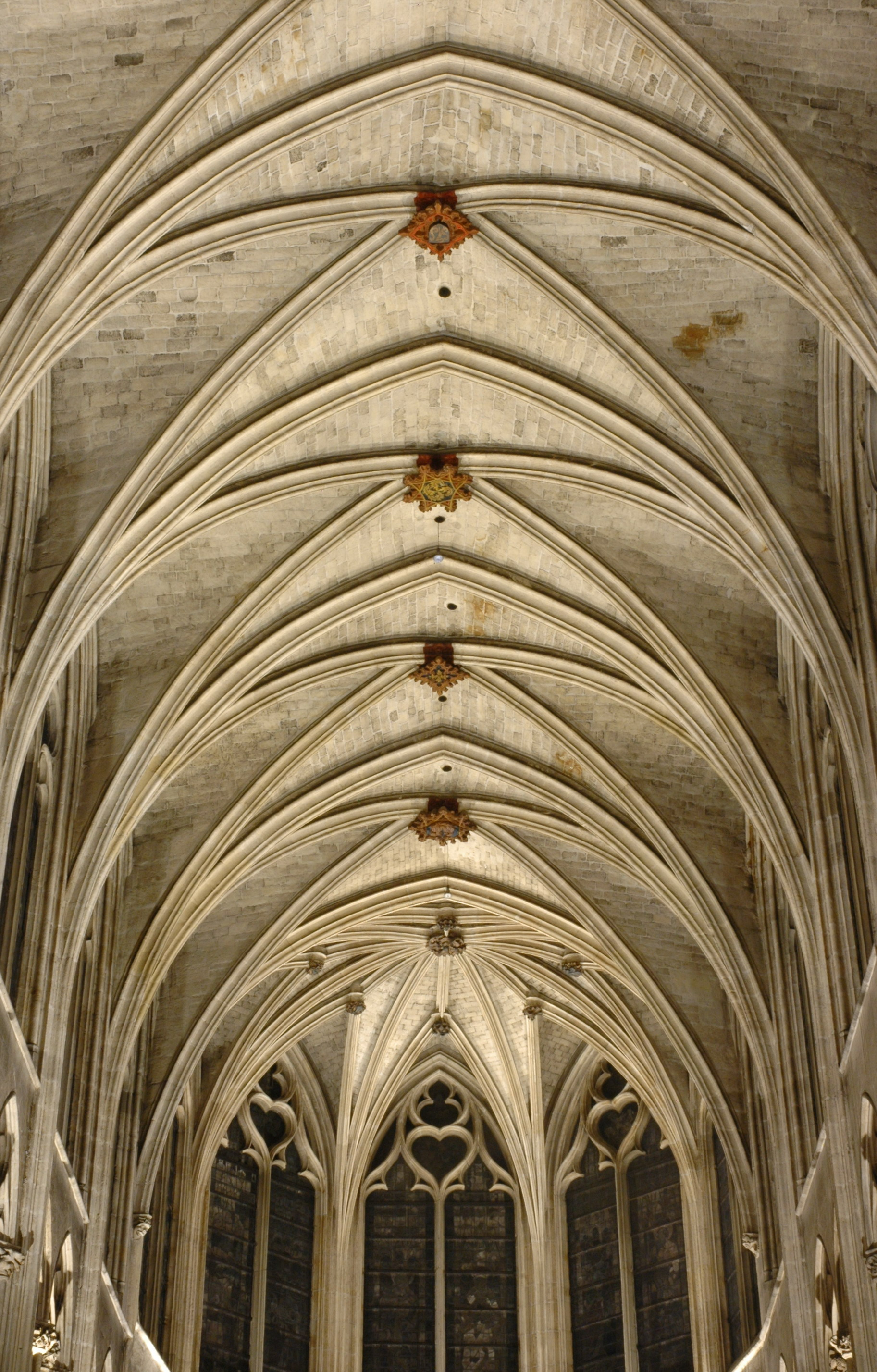
Bóvedas de crucería cuadripartitas góticas de la iglesia de Saint-Séverin en París, con estructura portante de piedra.

Edificios, aviones, barcos, presas y puentes poseen estructuras portantes de madera, metal, piedra, hormigón o concreto, etc. Según sus diferentes enfoques y estándares de diseño, las estructuras portantes se pueden dividir en categorías incluyendo estructuras de construcción, estructuras arquitectónicas, estructuras de ingeniería civil y estructuras mecánicas.
Los valores y efectos de las cargas en las estructuras portantes se determinan mediante análisis estructural, que es una de las funciones de la ingeniería estructural. Los elementos estructurales pueden clasificarse en unidimensionales (pilares, vigas, arcos, cuerdas), bidimensionales (bóvedas, placas, membranas, losas de hormigón, etc.), o tridimensionales. : 2  Esta última era la principal opción disponible para las antiguas estructuras como Chichen Itza.
Los elementos estructurales se combinan en "sistemas estructurales". La mayoría de las estructuras cotidianas son estructuras "activas en sección", que se componen de elementos unidimensionales, que soportan esfuerzos de compresión, tracción, flexión, torsión, etc. Otros tipos son las estructuras vector-activas como las cerchas, las estructuras activas en la superficie como las placas plegadas, las estructuras activas en la forma como las estructuras de cable o de membrana, y las estructuras híbridas. : 134–136 
Las estructuras biológicas que soportan tensiones, como huesos, dientes, conchas, tendones, etc., derivan su resistencia de una jerarquía multinivel de estructuras que emplean biominerales y proteínas, en el fondo de las cuales están las fibras de colágeno.

## En biología

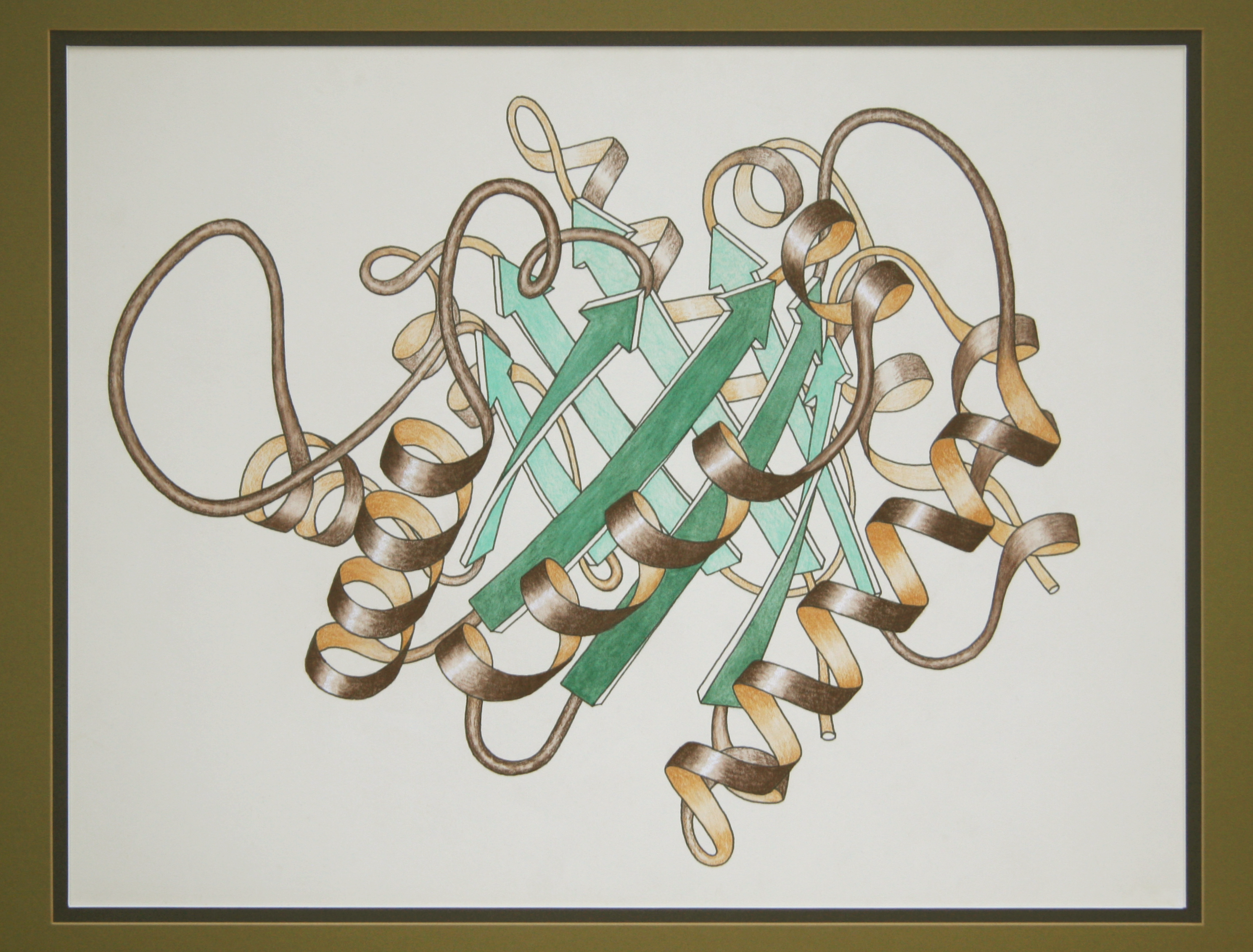
Esquema de la estructura tridimensional de la proteína triosefosfato isomerasa. Las espirales marrones son hélices α y las flechas verdes son las láminas β, los componentes de las láminas plisadas β.

En biología, las estructuras existen en todos los niveles de organización, que van jerárquicamente desde el nivel atómico y molecular hasta el nivel celular, de tejidos, órganos, organismos, poblaciones y ecosistemas. Por lo general, una estructura de nivel superior se compone de múltiples copias de una estructura de nivel inferior.
La biología estructural se ocupa de la estructura biomolecular de las macromoléculas, en particular de las proteínas y los ácidos nucleicos. La función de estas moléculas está determinada por su forma, así como por su composición, y su estructura tiene múltiples niveles. La estructura de las proteínas tiene una jerarquía de cuatro niveles. La estructura primaria es la secuencia de aminoácidos que la componen. Tiene una columna vertebral peptídica compuesta por una secuencia repetida de un nitrógeno y dos átomos de carbono. La estructura secundaria consiste en patrones repetidos determinados por la unión del hidrógeno. Los dos tipos básicos son la hélice α y la lámina β. La estructura terciaria es una curvatura de ida y vuelta de la cadena polipeptídica, y la estructura cuaternaria es la forma en que las unidades terciarias se unen e interactúan.

## En química

Fórmula esqueletal de la dopamina

La estructura química se refiere tanto a la geometría molecular como a la estructura electrónica. La estructura puede ser representada por una variedad de diagramas llamados fórmulas estructurales. Las estructuras de Lewis utilizan una notación de puntos para representar los electrones de valencia de un átomo; estos son los electrones que determinan el papel del átomo en las reacciones químicas. : 71–72  Los enlaces entre los átomos pueden ser representados por líneas, con una línea por cada par de electrones que se comparte. En una versión simplificada de tal diagrama, llamada fórmula esqueletal, sólo se muestran los enlaces carbono-carbono y los grupos funcionales.
Los átomos de un cristal tienen una estructura que implica la repetición de una unidad básica llamada unidad celular. Los átomos pueden ser modelados como puntos en un entramado, y se puede explorar el efecto de las operaciones de simetría que incluyen rotaciones sobre un punto, reflexiones sobre un plano de simetría y traslaciones (movimientos de todos los puntos en la misma cantidad). Cada cristal tiene un grupo finito, llamado grupo espacial, de tales operaciones que lo mapean sobre sí mismo; hay 230 grupos espaciales posibles. : 125–126  Por la ley de Neumann, la simetría de un cristal determina qué propiedades físicas, incluyendo la piezoelectricidad y el ferromagnetismo, puede tener el cristal. : 34–36, 91–92, 168–169 

## Musical

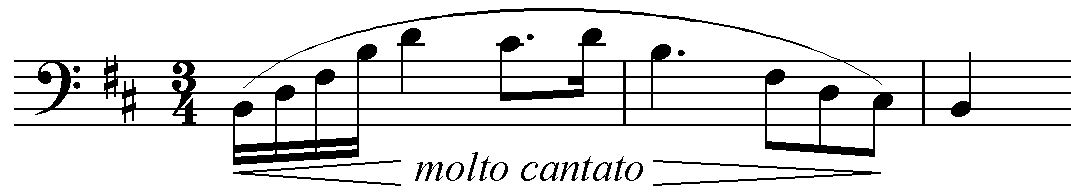
Un motivo de los Preludios de Chopin, Op. 28 no.6, barras 1-3

Una gran parte del análisis numérico implica la identificación e interpretación de la estructura de las obras musicales. La estructura se puede encontrar a nivel de parte de una obra, de la obra entera o de un grupo de obras. Elementos de la música como el tono, la duración y el timbre se combinan en pequeños elementos como motivos y frases, y éstos a su vez se combinan en estructuras más grandes. No toda la música (por ejemplo, la de John Cage) tiene una organización jerárquica, pero la jerarquía facilita al oyente la comprensión y el recuerdo de la música. : 80 
Por analogía con la terminología lingüística, los motivos y las frases pueden combinarse para formar ideas musicales completas, como sentencias y oraciones. Una forma mayor se conoce como un período. Una de estas formas que fue ampliamente utilizada entre 1600 y 1900 tiene dos frases, una anterior y una posterior, con una media cadencia en el medio y una cadencia completa al final que proporciona la puntuación. : 38–39 En una escala mayor están las formas de un solo movimiento como la forma de sonata y el contrapunto, y las formas de varios movimientos como la sinfonía.

## Social
Una estructura social es un patrón de relaciones. Son organizaciones sociales de individuos en diversas situaciones de la vida. Las estructuras son aplicables a las personas en la forma en que una sociedad es como un sistema organizado por un patrón característico de relaciones. Esto se conoce como la organización social del grupo. : 3 Los sociólogos han estudiado la estructura cambiante de estos grupos. Estructura y agencia son dos teorías enfrentadas sobre el comportamiento humano.  El debate sobre la influencia de la estructura y la agencia en el pensamiento humano es uno de los temas centrales de la sociología. En este contexto, agencia se refiere a la capacidad humana individual de actuar de forma independiente y hacer elecciones libres. La "estructura" se refiere aquí a factores como la clase social, la religión, el género, la etnia, las costumbres, etc., que parecen limitar o influir en las oportunidades individuales.

## Datos

En una lista vinculada individualmente, cada elemento tiene un valor de datos y un puntero al siguiente elemento.

En la informática, una estructura de datos es una forma de organizar la información en una computadora para que pueda ser utilizada eficientemente. Las estructuras de datos se construyen a partir de dos tipos básicos: una matriz tiene un índice que puede utilizarse para el acceso inmediato a cualquier elemento de datos, pero dependiendo del lenguaje de programación utilizado, su tamaño debe especificarse cuando se inicializa. Una lista enlazada puede ser reorganizada, aumentada o reducida, pero sus elementos deben ser accedidos con un puntero que los enlace entre sí en un orden determinado. : 156  A partir de ellos se puede crear cualquier número de otras estructuras de datos como pilas, colas, árboles y tablas hash.
En la resolución de un problema, una estructura de datos es generalmente una parte integral del algoritmo. : 5 En el estilo de programación moderno, los algoritmos y las estructuras de datos se encapsulan juntos en un tipo de datos abstracto.: ix 

## Software
En la arquitectura de software, la estructura del software es la forma en que se divide en componentes interrelacionados. Una cuestión estructural clave es minimizar las dependencias entre estos componentes. Esto hace posible cambiar un componente sin requerir cambios en otros. : 3  La estructura puede ser representada en diagramas como el Diagrama de Estructura de Control y el Diagrama de Nassi-Shneiderman. Los elementos estructurales reflejan los requerimientos de la aplicación: por ejemplo, si el sistema requiere una alta tolerancia a las fallas, entonces se necesita una estructura redundante para que si un componente falla tenga copias de seguridad. Una alta redundancia es una parte esencial del diseño de varios sistemas en el Transbordador Espacial.

## Lógica
Como rama de la filosofía, la lógica se ocupa de distinguir los buenos argumentos de los pobres. Una preocupación principal es la estructura de los argumentos. Un argumento consiste en una o más premisas de las cuales se infiere una conclusión. Los pasos de esta inferencia pueden ser expresados de manera formal y su estructura analizada. Dos tipos básicos de inferencia son la deducción y la inducción. En una deducción válida, la conclusión se deriva necesariamente de las premisas, independientemente de si son verdaderas o no. Una deducción no válida contiene algún error en el análisis. Un argumento inductivo afirma que si las premisas son verdaderas, la conclusión es probable.